# San Luis (Argentina)
San Luis je město v regionu Cuyo v Argentině a hlavní město stejnojmenné provincie. Město leží na úpatí Sierras Grandes v nadmořské výšce 762 m n. m. na řece Chorrillos a má 153 322 obyvatel (2001). San Luis leží na státní silnici Ruta Nacional 7, která spojuje Mendozu (255 km) s Buenos Aires (791 km).
Letiště San Luis se nachází sedm kilometrů od centra a spojuje město s Buenos Aires.